# トプコンのカメラ製品一覧
トプコンのカメラ製品一覧（トプコンのカメラせいひんいちらん）は東京光学およびその後身であるトプコンのカメラ製品の一覧である。

## 120フィルム使用カメラ

### ロード
- ロード（Lord 、1937年発売） - 6×4.5cm判の連動距離計付き沈胴式カメラ。生産台数約50台の珍品。

### プリモフレックスシリーズ
6×6cm判二眼レフカメラ。当初服部時計店から販売を意図したがうまく行かず大沢商会から販売されることになり、大沢商会の商標であるプリモの名を冠した。並行して自社ブランドトプコフレックス銘の製品も存在するが少数である。後に服部時計店の商標であるローレルを冠してローレルフレックス銘で服部時計店からも販売されたが、このシリーズの大多数はプリモフレックス銘で販売された。特に新しい機構は採用せず平凡だが、堅実な工作と設計者愛宕通英の気配りにより使いすく、二眼レフカメラ界をリードした。
- プリモフレックスI（Primoflex I 、1950年3月発売）/トプコフレックスI（Topcoflex I ） - レンズは3群3枚トーコー7.5cmF3.5。
- プリモフレックスIA（Primoflex IA 、1950年8月発売）
- プリモフレックスII（Primoflex II 、1951年10月発売）/ローレルフレックスII（Laurelflex II ） - 二重撮影防止機構、3群4枚Jシムラーレンズを装備する高級型。
- プリモフレックスIB（Primoflex IB 、1952年8月発売） - フィルム送りが自動巻き止めになった。二重撮影防止装置はない。
- プリモフレックスIBB（Primoflex IBB 、1952年発売） - 明るいファインダースクリーン「トーコーブライト」を装備した。
- プリモフレックスIIIA - フィルム装填がセミオートマットになった。
- プリモフレックスIC（Primoflex IC 、1952年発売）
- プリモフレックスIVA（Primoflex IVA 、1954年発売） - セミオートマットで、フィルムカウンターは自動復元。アタッチメントは初めてローライのバヨネットI型を採用した。解除可能な二重露出防止機構が装備された。
- プリモフレックスIIIF（Primoflex IIIF 、1955年発売） - レンズは3群3枚トーコー75mmF3.5。
- プリモフレックスVA（Primoflex VA 、1955年発売） - レンズは3群4枚トプコール75mmF3.5。ビューレンズにも絞り機構を持つ。
- プリモフレックスオートマット（Primoflex Automat 、1956年8月発売） - フィルム装填はオートマットでセルフコッキング。レンズは3群4枚トプコール75mmF3.5。ビューレンズの絞り機構は省略された。
- プリモフレックスオートマットL（Primoflex Automat L 、1957年発売） /トプコフレックスオートマット（Topcoflex Automat ） - ライトバリュー式となった。

### トプコンホースマンプレス/VHシリーズ
日本産初の本格的な多用途万能テクニカルカメラ。元は駒村商会の製品でその原型はPC-101。1955年にホフマンプレスとして発売されたが製造元のホフマン光学が倒産し駒村商会の一文字「駒」=「馬」=「Horse」の意からホースマンに名称を変更し島津製作所の協力でホースマン102に発展。東京光学はホースマン104から協力した。グラフレックス規格のフィルムホルダーにより6×9cm判、6×7cm判になる。距離計連動カムを簡単に交換でき、外したカムはファインダー下に収納しておく場所がある。無限遠ストッパーはレンズシャッターセットレバーと同色のものを立てる。撮影用アダプターにより4×5inシートフィルムが使用できる。

#### トプコンホースマンプレス/VHシリーズボディー
- ホースマン・プレス104（1958年） - 警察鑑識用カメラとして駒村商会の主導で設計され、一般向けには市販されなかった。レンズはマミヤ10.5cmF3.5（東京光学製―社内製品番号35A、セコール名はない）で、距離計と連動する。交換レンズは6.5cmF5.6と18cmF5.6が用意された。距離計はボディー右側面外側の調整ネジを前後にスライドし標準の105mmに限って連動させられるが、65mmと105mmレンズにはまだ後のモデルのような距離計連動用のカムは組み込まれておらず、それぞれの位置にレンズをセットしファインダーの距離計を合わせても焦点はずれてしまう。65mmと150mmのレンズのセット位置には距離目盛が備えられ、これを見て目測で合わせるか、ピントグラスでの焦点合わせが必須になる。反面、ビューファインダーには3つの焦点距離に合わせた遮光枠が設けられ、パララックスの補正機構も組み込まれていた。ロールフィルムホルダーはダイアルノブ式のものに限って後の製品と互換性がある。
- トプコンホースマンプレス960（1960年[2][3]発売） - 東京光学の新規設計。距離計カムがトプコンホースマンVH-Rまで共通の交換式になった[3]。
- トプコンホースマンプレス970（1963年[2][3]発売） - 無限遠ストッパーが5カ所に増加された。蛇腹繰り出しは前側249mm、後側23mm、フロントティルト後15度、ライズ28mm（広角レンズ使用時15mm）、シフト左右とも30mm（広角レンズ使用時15mm）、バックティルトは15度、バックスイングは10度。ベッドダウン可能。
- トプコンホースマンプレス760（1965年[3]または1966年[2]発売） - トプコンホースマン970から連動距離計を除いたモデル。左右シフト可能。
- トプコンホースマンプレス980（1969年[2][3]発売） - トプコンホースマン970に左右シフト、ティルトダウン追加。ファインダー倍率が×0.5から×0.4に変更され65mmレンズに対応した。
- トプコンホースマンプレス985（1973年[2][3]発売） - フロントティルト後15度、ライズ28mm、シフト左右とも30mm、バックティルトは11度、バックスイングは10度。ベッドダウン15度。
- トプコンホースマンVH（1975年[2]発売） - Vはバーチカル=垂直[2][3]、Hはホリゾンタル=水平[2][3]の意。ワンタッチレボルボングバック装備[2]、レボルビングに合わせファインダーのフレームも縦位置に変更される。レボルビングバックは耐寒性の高いオイルレス式になった[2][3]。ファインダーが大型化されている。
- トプコンホースマンVH-R（1977年[2]または1978年[3]発売） - VHに連動距離計を装備したもの。Rはレンジファインダー=距離計[2]の意。
- ホースマンER-1 - 電子化された機種。蛇腹にフレキシブル線が入っておりERレンズと組み合わせるとERグリップでレリーズが可能。ERグリップの電池ホルダーはスーパーDM用ワインダーと共通。ERホルダーは電子接点が干渉するためトプコンホースマン985以前の機種には使用不可。トプコンの名称は消えているが東京光学製である。

#### トプコンホースマンプレス/VHシリーズ用レンズ
レンズボードは8cm角のホースマンボードを使用する。「プロフェッショナル」は6×9cm判まで、「スーパー」は「4×5撮影装置」を使用しての4×5in判撮影に対応する。「ER」はホースマンER-1と組み合わせてERグリップでのレリーズが可能。
- スーパーER65mmF7
- スーパーER90mmF5.6
- スーパーER105mmF5.6
- スーパーER120mmF5.6
- スーパーER150mmF5.6
- スーパートプコール6.5cm/65mmF7 - ビオゴン型4群6枚[2][4]。イメージサークルφ152mm。アタッチメントはφ40.5mmねじ込み。非常に小型。
- スーパートプコール90mmF5.6 - 4群6枚[2][4]。アタッチメントはφ40.5mmねじ込み。
- スーパートプコール105mmF4.5 - 4群6枚[2][4]。アタッチメントはφ52mmねじ込み。
- スーパートプコール120mmF5.6 - オルソメター型4群6枚[2][4]。イメージサークルφ160mm。アタッチメントはφ40.5mmねじ込み。
- スーパートプコール15cm/150mmF5.6 - テッサー型3群4枚[2][4]。イメージサークルφ160mm。アタッチメントはφ40.5mmねじ込み。
- プロフェッショナルトプコール75mmF5.6 - オルソメター4群6枚[2][4]。イメージサークルφ120mm。アタッチメントはφ40.5mmねじ込み。
- プロフェッショナルトプコール9cmF3.5
- プロフェッショナルトプコール10.5cmF3.5
- プロフェッショナルトプコール105mmF3.5 - 3群4枚。アタッチメントはφ40.5mmねじ込み。
- プロフェッショナルトプコール180mmF5.6 - イメージサークルφ140mm。
- トプコールP.M45mmF5.6　- 3群4枚。拡大専用マクロレンズ。最大で5.03倍。
- トプコールP.W65mmF5.6
- トプコールP.S10.5mmF3.5
- トプコールP.T18cm/180mmF5.6 - 4群4枚[2][4]。アタッチメントはφ52mmねじ込み。

### コンバーチブルホースマン
- コンバーチブルホースマン（Convertible Horseman ） - 駒村商会の設計。62mmF5.6固定。フィルムホルダーはグラフレックス規格でホースマン/VHシリーズと共通。ERホルダーは使用不可。レンズシャッターはコパル製。構えてレンズの左側レバーを押し下げるとセット、レンズの右側レバーを押し下げるとレリーズ。ピントは目測。

## 127フィルム使用カメラ

### ミニヨンシリーズ
愛宕通英の設計。
- ミニヨンI（Minion I 、1937年発売） - 4×5cm判で10枚撮り[1][3]。レンズは3群3枚のトーコー6cmF3.5。シャッターは精工舎リヒト。赤窓で1を出しフィルムカウンターによる巻き上げ。4×5cm判は4×6.5cm判と違って画面サイズが自然で、4×3cm判と違って密着での鑑賞に耐え、6×4.5cm判と違って横位置撮影が自然にできるが、このフォーマットを採用したカメラは少ない。
- ミニヨンII（Minion II ） - クロームボディー。軍需転換により少量生産で打ち切られた。新たなフォーマットであるので裏紙にナンバーはなく、初期製品では巻き取りノブの隣の丸窓の数字を頼りにして巻き上げていたが、後に自動巻き止めに改められた[1]。
- ミニヨンIII（Minion III 、1946年発売） - レンズはテッサー型3群4枚のシムラー6cmF3.5、シャッターはセイコーシャラピッド。ボディー後ろの露出表は廃止された。

### プリモJRシリーズ
プリモフレックスオートマットを縮小したようなデザインの4×4cm判二眼レフカメラ。
- プリモJR前期型（Primo JR 、1958年5月発売） - レンズはトプコール60mmF2.8。セイコーシャMXLシャッター。グレーモデルもある。
- プリモJR後期型（Primo JR 、1960年6月発売） - ファインダーカバーのマークがなくなる。途中からシャッターがセイコーシャSLVに変更された。露出計が加えられたタイプもある。

## 135フィルム使用カメラ

### ミニヨン35シリーズ
東京光学としては最初の35mmフィルム使用カメラとなる。愛宕通英の合理的な設計で非常に小型であった。また特徴としてライカ用のフィルムマガジンが使用でき、当時アメリカ軍から払い下げられる中古パトローネと比較して擦り傷や光線引きの心配がなくカメラ自体の信頼性にもなった。レンズ交換を意図してビハインドシャッターを採用したが実現せずトプコン35Aまで待つこととなった。
- ミニヨン35A（1948年発売） - 24×32mm判のいわゆるニホン判。トーコー4cmF3.5付きのレンズシャッターカメラ。
- ミニヨン35B（1948年発売） - シャッターボタンをボディーに移動。トーコー4cmF3.5付きのレンズシャッターカメラ。
- ミニヨン35C（1949年発売） - 一般的な24×36mm（ライカ）判になった。

### トプコン35シリーズ
- トプコン35A（1953年発売） - トプコール8cmF5.6レンズに交換可能（専用ファインダーを使用）。
- トプコン35B（1955年発売） - トプコン35Aに連動距離計を装備。8cmレンズとは直接は連動しないが、巻き戻しノブの基部にある専用のヘリコイドリングを使って二重像を合致させ、そのリングの距離を読み取って8cmレンズ側のヘリコイドを同じ距離の位置まで回して合わせる。ファインダーがアルバダ式になり、パララックス補正用の短い線が入ったブライトフレームが映るが、8cmレンズでは専用のファインダーをアクセサリーシューに付けて用いる。

### トプコン35S/Lシリーズ
- トプコン35S（1956年発売） - デザインを一新し、トプコン35シリーズの交換レンズシステムを捨てトプコール4.4cmF2を固定。パララックス自動補正、等倍ブライトフレームファインダー。
- トプコン35L（1957年発売） - トプコン35Sをライトバリュー式にしたもの。1959年に製造中止。
- トプコン35JL（1957年発売） - トプコール4.4cmF2.8を固定装着する廉価版。東京光学は一眼レフカメラへ重点を移し、この機種が事実上のレンジファインダー最終機種となった。

### トプコン135シリーズ
- トプコン135EE - 東京光学製測量器購入者に贈られたオマケ。フラッシュ付き簡易OEMカメラ。1980年代半ばに生産された。

### トプコンPRシリーズ
レンズシャッター一眼レフカメラ。遮光板とミラーが兼用になっており、ファインダーからの逆入光を防ぐアイピースシャッターを装備していた。
- トプコンPR（1959年8月発売[5]） - テッサー型3群4枚トプコール5cmF2.8を固定装着[5]。最短撮影距離0.6m[5]。絞りはプリセット[5]。シャッターはシチズンMV[5]。ファーストフレックスなど原始的なものを除けば国産初のレンズシャッター式一眼レフカメラ[5]。2群4枚のフロントレンズコンバーター「AUX.WIDE-ANGLE LENS」により3.7cmF4、3群5枚の「AUX.TELEPHOTO LENS」により9.5cmF4となる[5]。
- トプコンPR II（1960年3月発売[5]）/ベセラートプコンA/デジュア・デコンSR - 自動絞りになった[5]。ライトバリュー式[5]。シャッターはセイコーシャSLV[5]。デコンSRはDeJURへのOEM。

### トプコンウィンクミラーシリーズ
レンズシャッター一眼レフカメラ。フロントレンズコンバーター「AUX.WIDE-ANGLE LENS」により35mmF4、「AUX.TELEPHOTO LENS」により80mmF4となる。
- トプコンウィンクミラー（1960年10月発売[5]） - トプコンPRやトプコンPR IIとはダイカストから別物で一回り大きい[5]。4群6枚プラナー型のトプコール48mmF2を固定装着[5]。レンズシャッターでは世界初のクイックリターン機構を達成。完全自動絞り。
- トプコンウィンクミラーE（1961年11月発売[5]）/ベセラートプコネット - セレン式の露出計を内蔵。プラナー型4群6枚UVトプコール48mmF2を固定装着[5]。UVとは、バルサムに紫外線を吸収する成分を加えてUVフィルターの機能を持たせている意[5]。

### トプコンユニシリーズ
レンズ交換可能な普及版レンズシャッター式/フォーカルプレーン式一眼レフカメラシステム/UVマウント。

#### トプコンユニシリーズボディー
- トプコンウィンクミラーS（1963年8月発売[5]）>）/ポルストレフレックスS - - レンズ交換式としては世界初の外光式（セレン）EE一眼レフカメラ。
- トプコンユニ（1964年11月発売[5]）/ベセラーオート100/ハニメックスREオート - トプコンウィンクミラーSの露出計をTTLにしたもの[5]で、世界初のTTL-EE一眼レフカメラ。シャッター速度優先。REスーパーと同じくミラーメーター（CdS）を装備。
- トプコンユニレックス（1969年10月発売[5]）/ベセラーユニレックス - スポット測光、平均測光切り替え式。
- トプコンユニレックスEE（1972年発売） - 輸出専用機種。ユニレックスからスポット測光機能を省いた。
- トプコンIC-1オート（1974年[5]発売） - セイコーシャからレンズシャッターの供給を打ち切られ、自社製フォーカルプレーンシャッターを装備したこの機種が同一マウントで販売された（マウント内径が広げられた）。
- トプコンニューIC-1オート（1976年発売） - アクセサリーシューがホットシューになりバッテリーチェック機能を装備したモデル。開放値設定もF1.8からに変更。現物を見る限り名称は変更されていないが、混乱を避けるためにこの名称で呼ばれる。

#### トプコンユニシリーズ用レンズ
UVトプコールはレンズシャッター機、フォーカルプレーン機とも使用できる。
- UVトプコール28mmF4[5] - 6群6枚。最短撮影距離0.4m。アタッチメントはφ49mmねじ込み。
- UVトプコール35mmF3.5 - 5群6枚。最短撮影距離0.4m。アタッチメントはφ49mmねじ込み。
- UVトプコール35mmF4[5]
- UVトプコール50mmF2 - 4群6枚[5]。最短撮影距離0.6m。アタッチメントはφ49mmねじ込み。
- UVトプコール50mmF2.8 - 3群4枚。最短撮影距離0.6m。アタッチメントはφ49mmねじ込み。
- UVトプコール53mmF2 - 4群6枚[5]。最短撮影距離0.7m。アタッチメントはφ49mmねじ込み。
- UVトプコール100mmF4[5] - 5群5枚。最短撮影距離1.5m。アタッチメントはφ49mmねじ込み。
- UVトプコール135mmF4[5] - 3群4枚。最短撮影距離1.8m。アタッチメントはφ49mmねじ込み。
- UVトプコール200mmF4[5] - 5群6枚。最短撮影距離6m。アタッチメントはφ67mmねじ込み。

HIトプコールはレンズシャッター機には使用できない。
- HIトプコール50mmF2[5] - 4群6枚。最短撮影距離0.6m。アタッチメントはφ49mmねじ込み。
- HIトプコール50mmF2.8 - 3群4枚。最短撮影距離0.6m。アタッチメントはφ49mmねじ込み。
- HIトプコール55mmF1.8 - 4群6枚。最短撮影距離0.6m。アタッチメントはφ49mmねじ込み。
- HIズームトプコール87-205mmF4.7[5] - 8群13枚。最短撮影距離2.5m。アタッチメントはφ58mmねじ込み。

### トプコンRシリーズ
エクサクタマウントのフォーカルプレーンシャッター一眼レフ。

#### トプコンRシリーズボディー
- トプコンR（1957年発売）/ベセラートプコンB　-国産三番目の35ミリ一眼レフ。EXマウント。オート・トプコールを用いると半自動絞りとなる。大柄なボディから『アサヒカメラ』の「ニューフェース診断室」で「軍用カメラ」と評された。ドイツ向けには「TOPCOR-R」とプリズムカバーに刻まれたモデルもある。
- オートマチック・トプコンR（RII）（1960年発売）/ベセラートプコンC　-トプコンRを完全自動絞り化したもの。レンズもFオート・トプコールとなった。
- トプコンRIII（1957年発売）/ベセラートプコンC　-RIIのシャッターダイアルを一軸不回転式に改め、シャッター連動露出計を装着できるようにしたもの。ベセラー向けの呼称は「C」のまま。
- トプコンRS（1962年発売）　-TTL機構の開発の遅れから、新型を渇望する営業の意向に合わせてREスーパーのボディから内蔵露出計を省いた状態で販売。海外向けがほとんどながら、わずかに国内でも販売されたが、翌年にはREスーパーが完成し、早々に生産が打ち切られた。
- トプコンREスーパー（1963年発売）/ベセラートプコンスーパーD -世界初のTTL一眼レフカメラで、初めから絞り開放値を自動でボディに伝達するシステムを持った開放測光機構を備えていた。
- トプコンスーパーD - 基本的には輸出用と名称を統一したマイナーチェンジモデル。REスーパーにミラーアップ機構とシャッターロックを装備した。
- トプコンRE-2（1965年発売）/ベセラートプコンD-1/ハニメックストプコンRE-2- コパルスクエアSシャッターを装備した中級機。
- トプコンスーパーDM（1973年発売） - 世界で始めてオートワインダーの概念をもたらし、これを標準装備して販売された。
- トプコンRE200（1977年発売）/エクサクタEDX2/カレナKS1　-TTL一眼レフカメラ。REトプコールNシリーズとともに販売されたが、設計以外はシマ光学（シィーマ）に委ねられた。
- トプコンRE300（1978年発売）/エクサクタEDX3/カレナKS2　-RE200にオートワインダーIIを装着可能にしたモデル。

#### トプコンRシリーズ用レンズ
基本的にエクサクタマウントである。

### トプコンAMシリーズ
Kマウント。トプコンではAMマウントと呼んでいる。REマウントのNシリーズのマウントを変更し、マルチコーティングを施したもの。輸出専用。

#### トプコンAMシリーズボディー
- トプコンRM300（1978年発売）/エクサクタKE4/カレナKSM1/カンタレイDelta2-RZ/エディクサCX-5/ロニーRS1 -Kマウントを用いた輸出専用機種。レンズマウント以外はRE300と基本的に同一ながら、レンズ関連でのシステムは互換性がない。最後に絞り直読窓を追加したエクサクタKE5とカレナKSM2が作られた。

- トプコンAM‐1　-1981年に試作されたコンパクトTTL-AE一眼レフ。東京光学が同年にカメラ市場から撤退したため、設計図ともども全てを下請けのシマ光学（シィーマ）に委譲し、後にシムコLS-1として発売された。

#### トプコンAMシリーズ用レンズ
名称はAMトプコール。製造は下請けであったシィーマが担当した。ボディー同様国内では販売されなかった。
- AMトプコールMC28mmF2.8
- AMトプコールMC55mmF1.7
- AMトプコールMC135mmF2.8
- AMトプコールMC200mmF3.3
- AMズームトプコール28-50mmF3.5-4.5
- AMズームトプコール35-100mmF3.5-4.3

## シートフィルム使用カメラ

### トプコンホースマン45Hシリーズ
トプコンホースマン銘が冠せられたのは最初のモデルだけで、その後はホースマン銘のみとなった。

## ライカマウントレンズ
レオタックスカメラに供給された。

## 大判用レンズ
- LFトプコール90mmF5.6 - 4群7枚。イメージサークルφ236mm。アタッチメントはφ77mmねじ込み。
- LFトプコール150mmF5.6 - 4群6枚。イメージサークルφ210mm。アタッチメントはφ58mmねじ込み。
- LFトプコール180mmF5.6 - 4群6枚。イメージサークルφ230mm。アタッチメントはφ58mmねじ込み。
- LFトプコール210mmF5.6 - 4群6枚。イメージサークルφ295mm。アタッチメントはφ67mmねじ込み。
- LFトプコール300mmF5.6 - 4群6枚。イメージサークルφ420mm。アタッチメントはφ95mmねじ込み。